# Massimo Ranieri
 Giovanni Calone, cunoscut ca Massimo Ranieri, (n. 3 mai 1951, Napoli, Italia) este un cantautor italian.